# George Kocherry
George Kocherry (né le 4 février 1945) est un prélat indien de l'Église catholique syro-malabare, entré au service diplomatique du Saint-Siège en 1978 et devenu archevêque et nonce apostolique en 2000. Après avoir été nonce apostolique au Togo, au Ghana et au Zimbabwe, il termine sa carrière au Bangladesh de 2013 à 2022.

## Biographie
George Kocherry est né à Changanassery (en), Kerala, le 4 février 1945, l'aîné de quatorze enfants.
Il quitte l'Inde en 1967 pour étudier la philosophie et la théologie à Rome, où il obtient un doctorat en droit canonique. Il est ordonné prêtre de l'archéparchie de Changanacherry (en) le 26 juin 1974.

### Carrière diplomatique
Pour se préparer au service diplomatique, il suit le cursus de l'Académie pontificale ecclésiastique en 1974.
Il entre au service diplomatique du Saint-Siège le 1er mai 1978. Il sert dans les nonciatures de Corée du Sud (en), du Costa Rica (en), du Nigeria (en), de Trinité-et-Tobago (en), de Thaïlande (en), de Singapour (en), de Suisse et d'Australie (en).
Le 10 juin 2000, le pape Jean-Paul II le nomme nonce apostolique au Ghana (en) et au Togo et archevêque titulaire d'Othona (de). Il reçoit sa consécration épiscopale de l'archevêque Joseph Powathil (en) le 21 août. En tant que rare nonce n'ayant pas été élevé dans le rite romain, il a déclaré : « Par ma nomination, le Vatican a déclaré son amour et sa considération pour l'archidiocèse syro-malabar ».
Il est remplacé comme nonce au Togo en novembre 2002, lorsque Pierre Nguyên Van Tot reçoit ce titre en même temps que celui de nonce au Bénin.
Le 22 décembre 2007, le pape Benoît XVI le nomme nonce apostolique au Zimbabwe (en).
Le 6 juillet 2013, le pape François le nomme nonce apostolique au Bangladesh (en). Il occupe ce poste lorsque le pape François se rend au Bangladesh en novembre 2017 et il coordonne les efforts ultérieurs pour soutenir les réfugiés Rohingya.
Le pape François accepte sa démission de son poste au Bangladesh le 24 août 2022.